# Леонар, Юбер
Юбе́р Леона́р (фр. Hubert Léonard; 7 апреля 1819, Бен-Ёзе, Валлония — 6 мая 1890, Париж) — бельгийский скрипач и музыкальный педагог.

## Биография
Юбер Леонар родился 7 апреля 1819 года в Бен-Ёзе, Валлония.

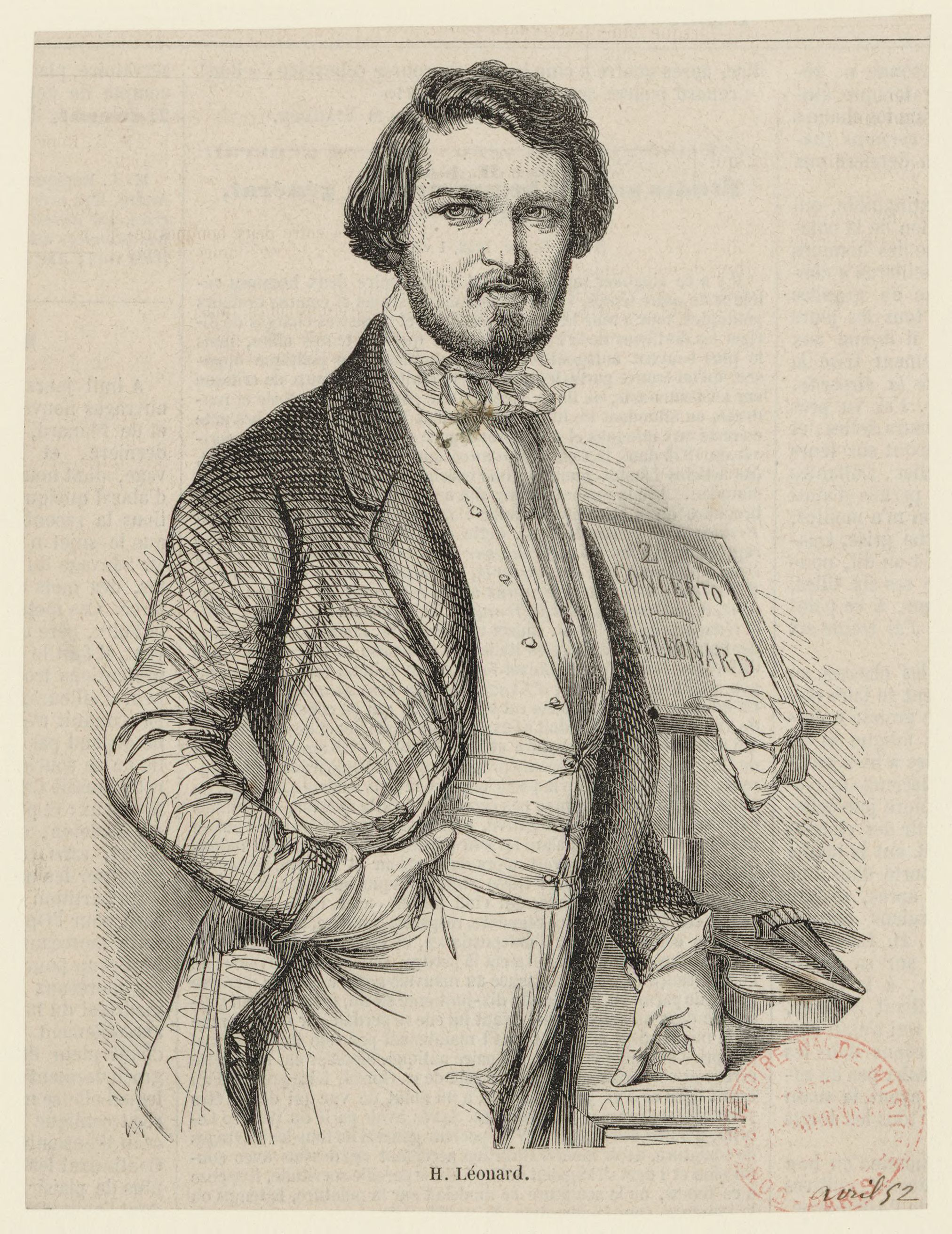
Юбер Леонар, 1852 год

Учился сперва в Брюсселе у Франсуа Прюма, затем в Парижской консерватории у Франсуа Антуана Хабенека (1836—1839), откуда по приглашению Феликса Мендельсона последовал в Лейпциг.
С 1844 года широко гастролировал по Европе. В 1848—1867 годах профессор Брюссельской консерватории, затем вышел в отставку по состоянию здоровья и поселился в Париже, где охотно давал частные уроки (среди его учеников были Анри Марто, Мартен Пьер Марсик, Сезар Томсон, Генри Шрадик, Клаудио Хосе Бриндис де Салас).
В 1872 году игра Леонара и Проспера Зелигмана, как двух исполнителей, «хорошо известных в артистическом мире точностью своей игры», стала предметом исследования физиков Альфреда Корню и Эрнеста Меркадье, изучавших точные значения музыкальных интервалов.
Юбер Леонар умер 6 мая 1890 года в Париже.